# Liotryphon aruni
Liotryphon aruni là một loài tò vò trong họ Ichneumonidae.